# ダッジ・スーパー・ビー
スーパー・ビーとは、クライスラーのダッジブランドから販売された限定生産のマッスルカーである。

## 歴史

### 初代(1968-1970年)

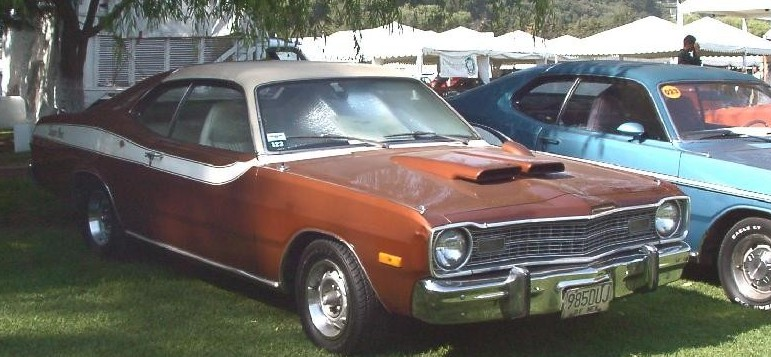
初代

ミドルサイズの車体を持つコロネットをベースとし、1968年にデビューした。
競合他社のハイパフォーマンスカーに高額なモデルが多かった中、走行に関する部分以外は徹底的に開発・製造コストを切り詰め、同社の廉価なマッスルカーであるロードランナーと同等の価格設定を実現し人気を集めた。
当初は2ドアクーペのみが設定され、翌1969年に2ドアハードトップが加わった。
エンジンは340 PSの6.8L、395 PSの7.2L、そして431PSの7.0Lヘミ・エンジンと、高性能エンジンのみが用意された。そのためサスペンションも強力なものが採用されたほか、スポーティ性の強いオプションも数多く用意された。高価な高性能エンジンを搭載する分、快適装備等はほぼ割愛され、非常にスパルタンなモデルとして仕上がっていた。
1970年にベースとなるコロネットがフェイスリフトを受けたのに併せ、本車のフロントフェイスも同様の変更を受けた。。

### 2代目(1971年)
コロネットから2ドアが廃止されたため、ベースモデルがチャージャーに切り替えられたが、1971年の1年限りで生産を終えた。

### 3代目(2007年)

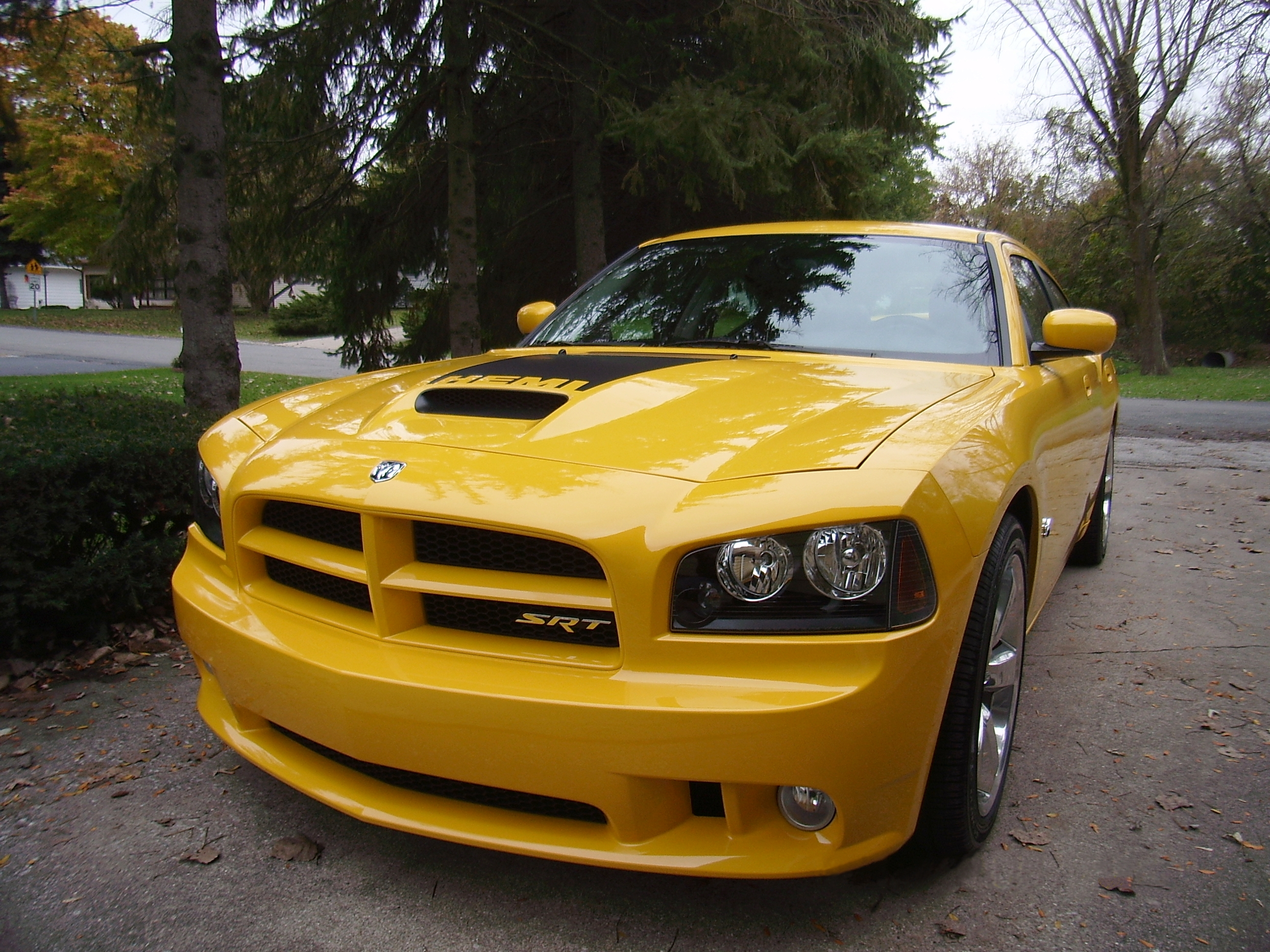
3代目

新しい2007年モデルのスーパー・ビーは、2006年北米国際自動車ショーで発表された。このモデルは、ダッジ・チャージャーSRT-8をベースとし、特別色のデトロイト・イエローのボディにボンネットがブラックで塗装されていた。当車は1千台の限定車で、 6.1L V8 ヘミエンジンが搭載されている。